# Rio São Domingos (vattendrag i Brasilien, Mato Grosso do Sul)
Rio São Domingos (alternativt: Ribeirão da Lagoa) är ett vattendrag i Brasilien.   Det ligger i delstaten Mato Grosso do Sul, i den södra delen av landet, 700 km sydväst om huvudstaden Brasília.
Omgivningen kring Rio São Domingos är huvudsakligen savann. Området är mycket glesbefolkat, med 2 invånare per kvadratkilometer.